# Excelsior (schip, 1987)
De Excelsior is een binnenschip voor het vervoer van containers, dat in 2007 maandenlang het nieuws in de vakbladen beheerste. Op 25 maart 2007 was het schip onder gezag van een 64-jarige Duitse kapitein en de tweede kapitein, een 48-jarige Tsjech, op de Rijn van Stuttgart afvarend onderweg naar Nederland. De vier hoog gestapelde containers die het vervoerde waren volledig instabiel gestapeld. Meerdere schippers zagen het containerschip al vanaf Mannheim bij iedere roeruitslag slagzij maken. Zondagmiddag rond 14:30 uur probeerde het bij Keulen-Zündorf op te draaien (te keren) om bij kilometerraai 677 voor anker te gaan. Daarbij maakte het vaartuig dwars op de stroom gelegen plotseling slagzij en verloor het 32 van de 103 containers. Het ongeval hield de Rijn vijf dagen dicht voor alle scheepvaartverkeer.

## Berging containers

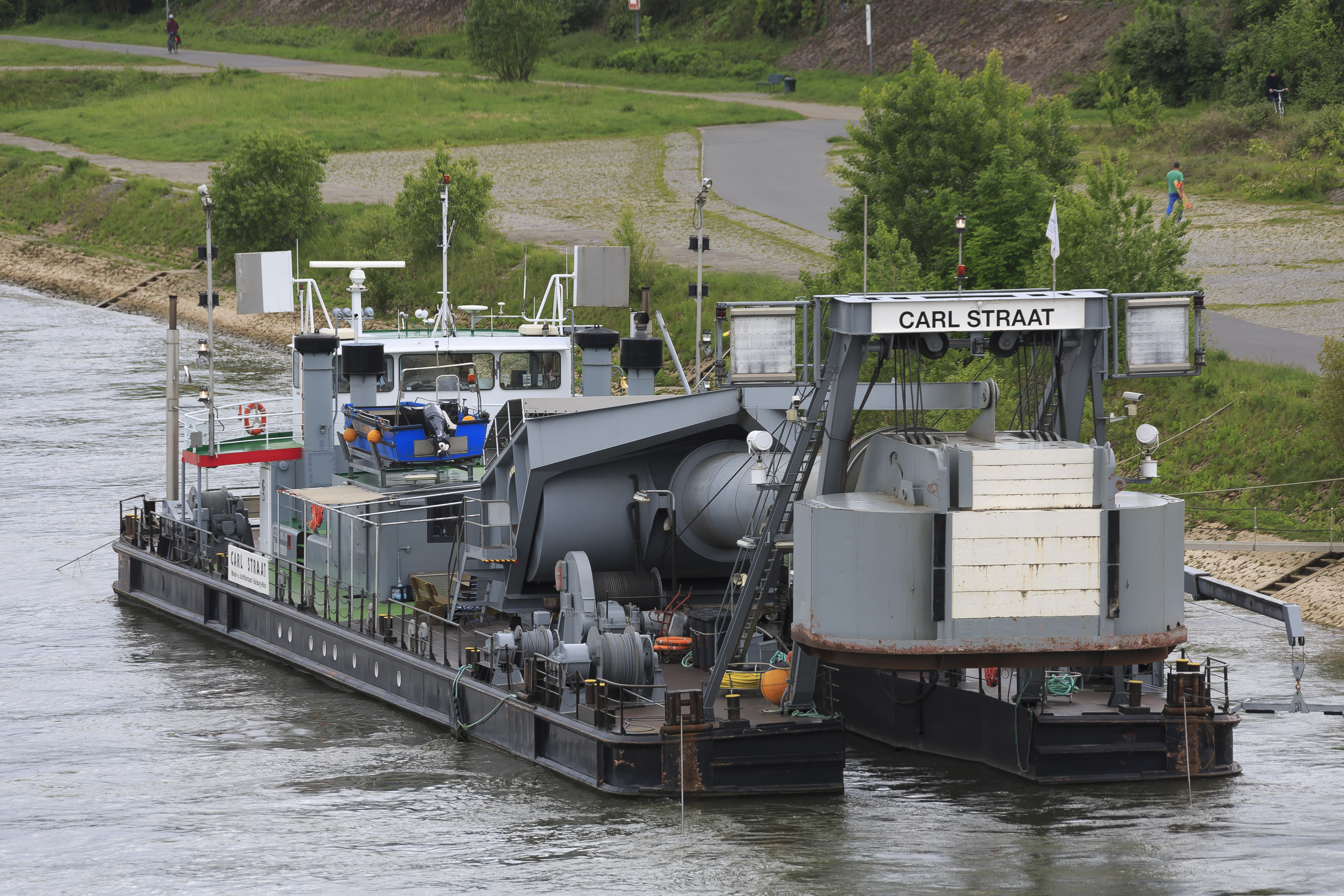
Duikklokschip CARL STRAAT

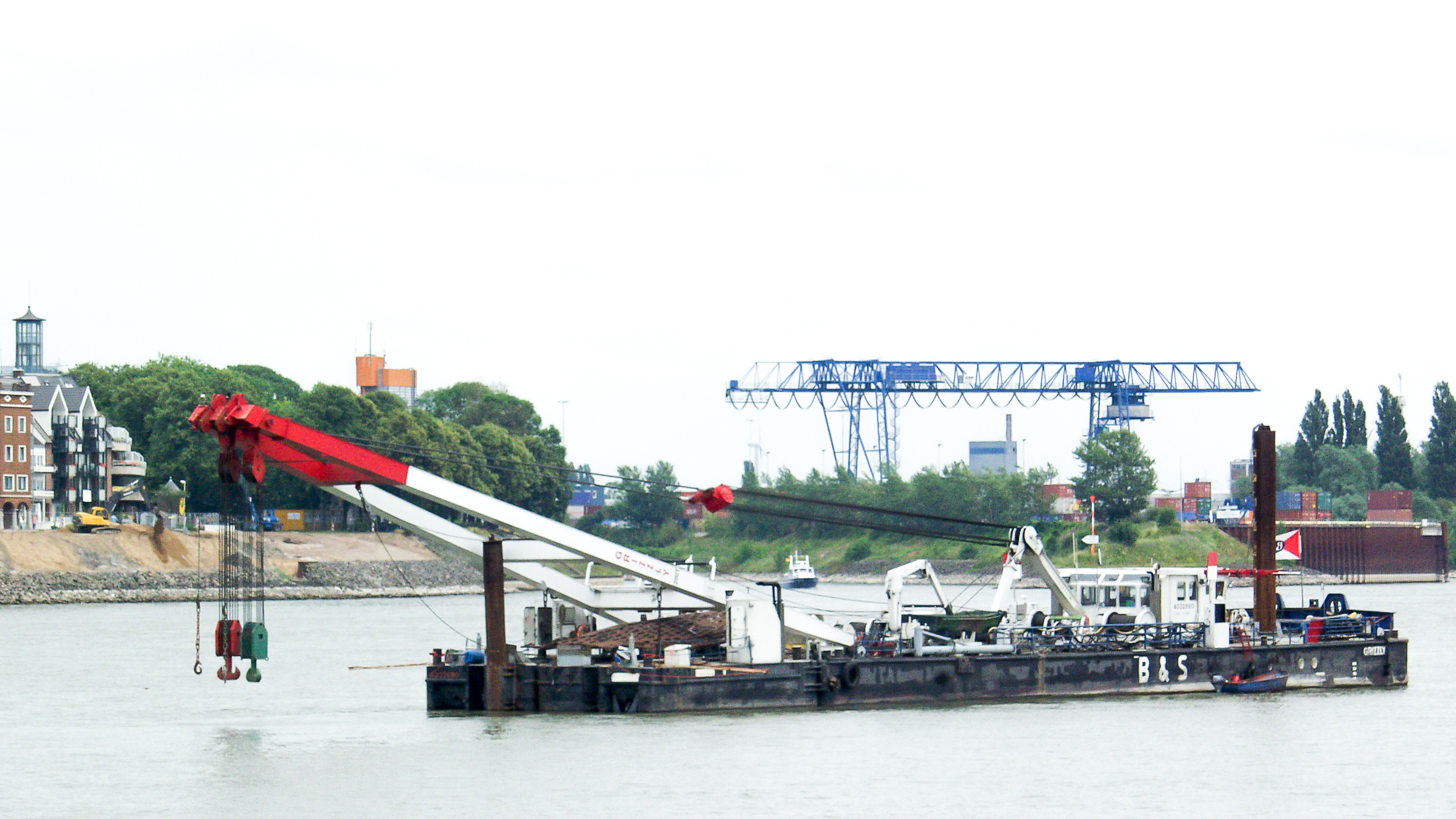
Kraanschip GRIZZLY

De berging van de containers werd bemoeilijk door de sterke stroming, die meerdere containers meesleurde. Donderdagavond waren de drie containers met gevaarlijke stoffen inmiddels geborgen, met 24 andere. De bergers probeerden met duikklokschip Carl Straat en vier kraanschepen zo snel mogelijk één vaarweghelft weer vrij te maken, zodat er weer beperkt in eenrichtingsverkeer gevaren zou kunnen worden. De duikerklok werd daarbij aan een kraan afgezonken, met lucht leeg geblazen, waarmee de duikers in het droge kettingen aan de containers konden bevestigen.
Om met zekerheid te kunnen vaststellen of er sprake was van instabiele belading werd de complete lading van de Excelsior door het Staatsanwaltschaft in beslag genomen. De containers werden gewogen en de gewichten vergeleken met de laadlijsten en douanepapieren. Bij die controle bleken een aantal containers duidelijk zwaarder dan op de laadlijsten werd vermeld.

Het goede nieuws voor het milieu was dat de gevreesde verontreiniging met 15 ton bijtende zuren niet had plaatsgevonden. Er was een container met gevaarlijke stoffen zwaar beschadigd, maar daarbij was maar betrekkelijk weinig milieuschadelijke stof in het Rijnwater terechtgekomen. De regionale milieudienst heeft tijdens metingen geen schade kunnen vaststellen.

## Stremming
Meer dan 500 schepen lagen in, boven of beneden de Rijnstremming tussen Sürth en Niehl (kmr 675.0 tot 695.0), die zondagmiddag gelijk inging. In Duitsland werd gesproken van het zwaarste ongeval met een containerschip op de Rijn in 25 jaar. Volgens verladersorganisatie EVO ging het om 120 tot 130 gedupeerde schepen in de directe omgeving en elders nog eens zo'n 300 vaartuigen. Benedenstrooms bleven schepen aanschuiven in de rij wachtenden. De WSP wees ze een plaats in de omgeving Dormagen. De stremming werd 30 maart om 20:15 uur formeel opgeheven. 's Avonds kon weer zonder problemen worden gevaren en bedroeg de afstand tussen de schepen al meerdere honderden meters. Om de extra toestroom van schepen te verwerken bleven de sluizen op de Moezel continu in bedrijf.

## Eerdere ongelukken
- In september 2006 was een scheur in het voorschip ontstaan waardoor op de dag van het ongeluk water naar binnen liep.
- Een aantal maanden eerder had het schip de doorvaarthoogte van de Willemsbrug in Rotterdam niet goed ingeschat en daarbij ook een aantal containers verloren.